# Can Casanova (Veciana)
Can Casanova és una masia de Veciana (Anoia) inclosa a l'Inventari del Patrimoni Arquitectònic de Catalunya.

## Descripció

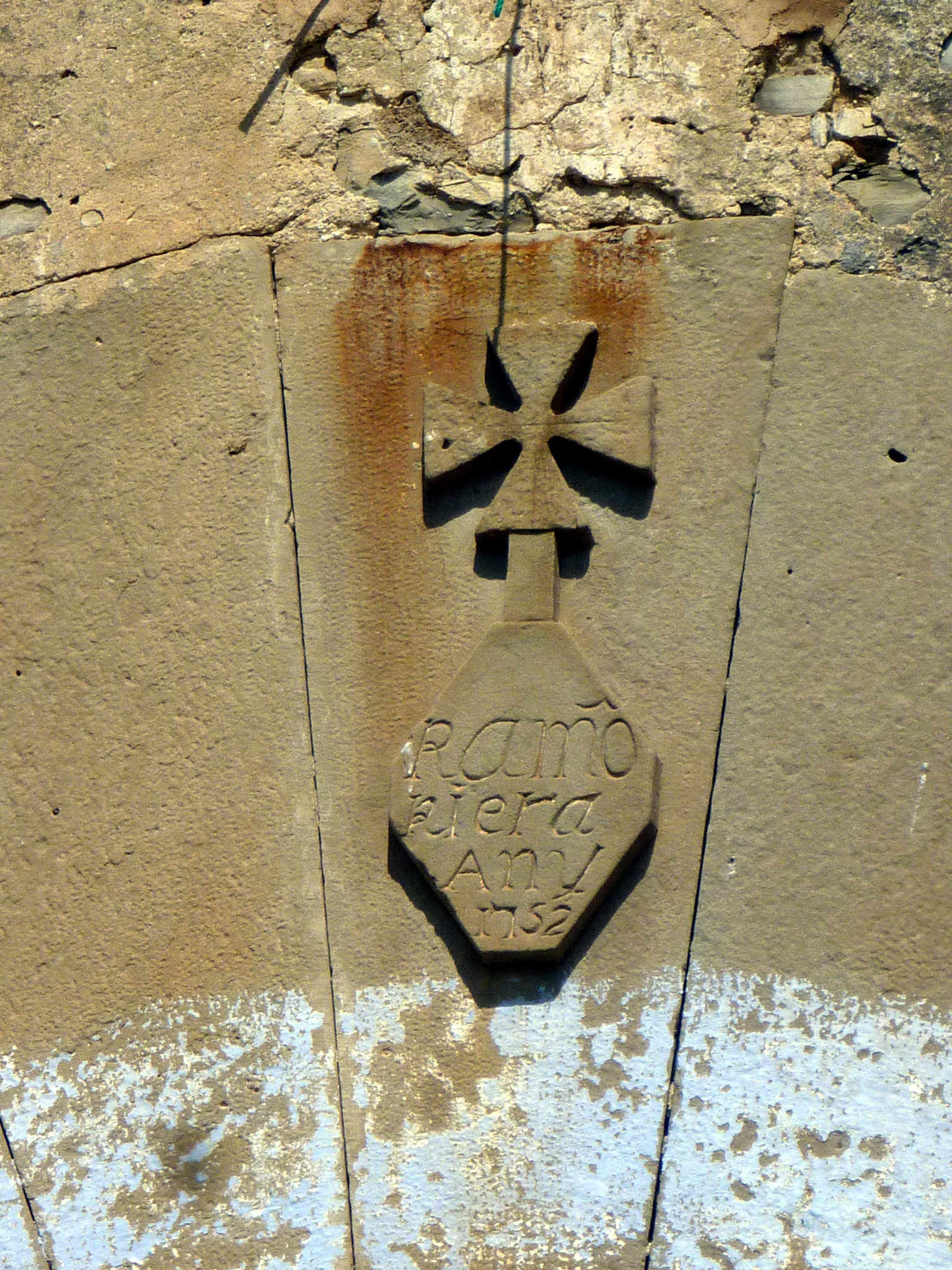
Clau del portal

Masia de planta rectangular i teulada a dues vessants. Té la porta principal orientada al S. Està formada per una gran arcada de punt rodó adovellada i en la clau de l'arc hi ha un escut amb la inscripció: Ramon Riera 1752.

## Història
Està en el nucli de Montfalcó molt a prop d'on hi ha les ruïnes del castell de Montfalcó.